# Хотинівська сільська рада (Носівський район)
Хоти́нівська сільська́ ра́да — адміністративно-територіальна одиниця та орган місцевого самоврядування в Носівському районі Чернігівської області. Адміністративний центр — село Хотинівка.

## Загальні відомості
Хотинівська сільська рада утворена у 1978 році.
- Територія ради: 46,494 км²
- Населення ради: 832 особи (станом на 2001 рік)

## Населені пункти
Сільській раді підпорядковані населені пункти:
- с. Хотинівка

## Склад ради
Рада складається з 12 депутатів та голови.
- Голова ради: Білодід Валерій Олександрович
- Секретар ради: Олексієнко Ольга Михайлівна

### Керівний склад попередніх скликань
| Прізвище, ім'я, по батькові   | Основні відомості                                                         | Дата обрання | Дата звільнення |
| ----------------------------- | ------------------------------------------------------------------------- | ------------ | --------------- |
| Білодід Валерій Олександрович | Сільський голова, 1967 року народження, освіта вища, член Народної партії | 26.03.2006   | 31.10.2010      |
| Білодід Валерій Олександрович | Сільський голова, 1967 року народження, освіта вища, безпартійний         | 31.10.2010   |                 |

Примітка: таблиця складена за даними сайту Верховної Ради України

### Депутати
За результатами місцевих виборів 2010 року депутатами ради стали:

#### За суб'єктами висування
| Суб'єкт висування           | Кількість обраних депутатів | %    |
| --------------------------- | --------------------------- | ---- |
| Партія регіонів             | 7                           | 58,3 |
| Самовисування               | 3                           | 25   |
| Єдиний Центр                | 1                           | 8,3  |
| Комуністична партія України | 1                           | 8,3  |

#### За округами
| № округу                    | Прізвище, ім'я, по батькові    | Дата визнання обраним | Освіта             | Партійна приналежність | Відомості про обраного депутата                                                     |
| --------------------------- | ------------------------------ | --------------------- | ------------------ | ---------------------- | ----------------------------------------------------------------------------------- |
| Єдиний Центр                |                                |                       |                    |                        |                                                                                     |
| 7                           | Кротенко Наталія Олександрівна | 03.11.2010            | вища               | позапартійна           | Хотинівська загальноосвітня школа І-ІІ ст., вчитель                                 |
| Комуністична партія України |                                |                       |                    |                        |                                                                                     |
| 10                          | Руденко Орест Михайлович       | 03.11.2010            | середня спеціальна | позапартійний          | Носвіське райагролісництво, лісник                                                  |
| Партія регіонів             |                                |                       |                    |                        |                                                                                     |
| 2                           | Вакулік Олександр Михайлович   | 03.11.2010            | середня            | позапартійний          | Хотинівська газова дільниця Носівського Управління газового господарства, водій     |
| 3                           | Кошова Віра Павлівна           | 03.11.2010            | середня спеціальна | позапартійна           | Хотинівська сільська рада, секретар                                                 |
| 4                           | Гаврусенко Клавдія Василівна   | 03.11.2010            | середня спеціальна | позапартійна           | Хотинівський дитячий садок, авідуючаз                                               |
| 5                           | Олексієнко Ольга Михайлівна    | 03.11.2010            | середня спеціальна | позапартійна           | Хотинівська газова дільниця Носівського Управління газового господарства, контролер |
| 6                           | Білодід Наталія Андріївна      | 03.11.2010            | вища               | позапартійна           | Лихачівська загальноосвітня школа I-III ст., вчитель                                |
| 9                           | Шульга Петро Іванович          | 03.11.2010            | середня            | позапартійний          | ВАТ «Носівський район електричних мереж», електромонтер                             |
| 11                          | Кошовий Сергій Миколайович     | 03.11.2010            | середня спеціальна | позапартійний          | Бобровицький молокозавод, приймач молока                                            |
| Самовисування               |                                |                       |                    |                        |                                                                                     |
| 1                           | Єременко Лариса Василівна      | 03.11.2010            | середня спеціальна | позапартійна           | ЗАТ"Воздвиженське", економіст                                                       |
| 8                           | Трухан Андрій Васильович       | 03.11.2010            | вища               | позапартійний          | Хотинівська загальноосвітня школа І-ІІ ст., вчитель                                 |
| 12                          | Сизоненко Любов Віталіївна     | 03.11.2010            | вища               | позапартійна           | Хотинівська загальноосвітня школа І-ІІ ст., вчитель                                 |